# Bohdanivka, Iahotîn
Bohdanivka (în ucraineană Богданівка) este localitatea de reședință a comunei Bohdanivka din raionul Iahotîn, regiunea Kiev, Ucraina.

## Demografie
Componența lingvistică a localității Bohdanivka
     Ucraineană (97,19%)
     Rusă (2,56%)
Conform recensământului din 2001, majoritatea populației localității Bohdanivka era vorbitoare de ucraineană (97,19%), existând în minoritate și vorbitori de rusă (2,56%).